# One Life
«One Life» (укр. «Одне життя») — пісня, з якою мальтійський співак Глен Велла представляв Мальту на пісенному конкурсі Євробачення 2011. Пісня була виконана в першому півфіналі, 10 травня, але до фіналу не пройшла .